# Joseph Martin (politico)
Joseph Martin (Milton, 24 settembre 1852 – Vancouver, 2 marzo 1923) è stato un politico canadese.
Fu ministro dell'istruzione nel Manitoba dal 1888 al 1891. Nel 1893 venne eletto parlamentare e mantenne il seggio fino al 1896; l'anno dopo si trasferì nella Columbia Britannica, ove divenne ministro dell'istruzione e primo ministro.
Abile uomo politico, sostenne un dialogo tra USA e Francia e si batté contro i grandi monopoli nazionali.